# عرف تجاري
العرف التجاري يعد المصدر التاريخي لأحكام القانون التجاري . يعرف العرف بأنه استقرار العمل بقاعدة معينة مع الاعتقاد بإلزامها وضرورة احترامها من قبل التجار، إذا حدث تعارض بين قاعدتين عرفيتين فانه يجب تغليب العرف الخاص على العرف العام، كما يجب تغليب العرف المحلي على العرف العام، قال الرسول صلى الله عليه وسلم «أنتم أعلم بأمور دنياكم .» فأحكام السنة الشريفة أعتدت بالعرف إذا أن الأساس في المعاملات هو ما تراضى عليه الناس أو ما جرى به العرف بينهم.
لا يجوز للعرف أن يخالف القواعد الشرعية ويلتزم القاضي بتطبيقه متى توافرت شروطه. فالقاعدة العرفية قاعدة قانونية ملزمة كالتشريع تماما.